# 斯旺克里克 (北卡羅萊納州)
斯旺克里克（英語：Swan Creek）是位於美國北卡羅萊納州亞德金縣的非建制地區。

## 歷史
斯旺克里克的郵局於1889年設立，其後於1919年停運。

## 地理
斯旺克里克所處的海拔為高於海平面361米（即1184英呎），而該地所採用的時區為UTC-5，即北美东部时区（EST）。同時該地設有夏令時間，為UTC-5調快一小時，即UTC-4（EDT）。